# Yoshimasa Sugawara

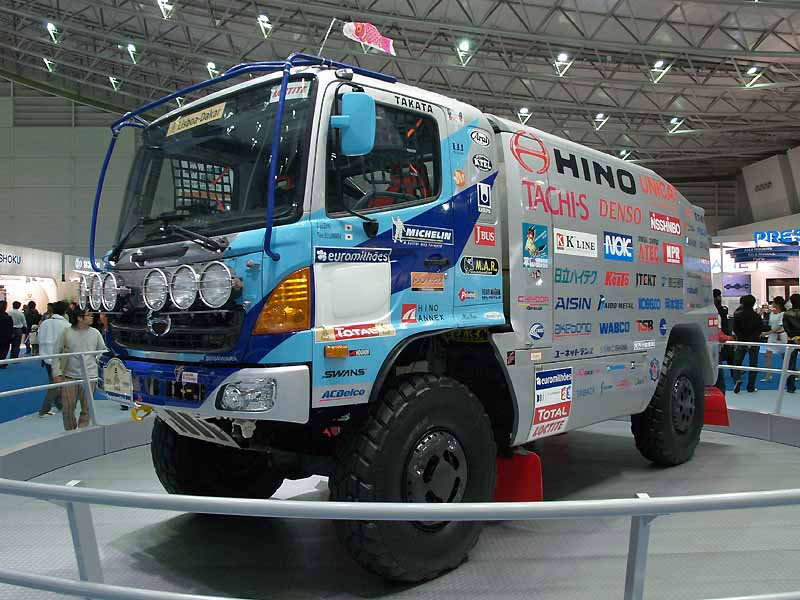
Camión Hino Ranger del Team Sugawara, Rally Dakar 2007.

Yoshimasa Sugawara (nacido en Otaru - Hokkaidō el 31 de mayo de 1941) es un piloto de rally japonés, especializado en rally raid, siete veces en el podio del Rally Dakar en categoría camiones.

## Trayectoria
Inició su carrera como piloto de motos en 1965, en 1969 es cofundador de Japan Racing Management Co. para desempeñar las funciones de gestión y corredor. Su carrera como motociclista la extendió hasta 1984, incluyendo sus dos primeras competencias en el Rally Dakar en categoría de motos.
Prosiguió su carrera en categoría de Autos a bordo de un Mitsubishi Pajero entre los años 1985 y 1991 sin conseguir resultados destacados.
En 1992 comenzó su participación en camiones siempre en un Hino Ranger con el que conseguiría seis veces el segundo lugar y una vez el 3º lugar, completando un registro de 36 ediciones del Rally Dakar disputados consecutivamente entre 1983 a 2019, asimismo una marca de 20 ediciones consecutivas sin abandonar la prueba entre 1989 a 2009 (en 2008 el Dakar no se disputó), siendo el único piloto japonés que ha competido en tres categorías (motos, coches y camiones).
Se retiró de la práctica activa del deporte a la edad de 77 años, siendo el piloto más longevo en competir en el Rally Dakar. En 2019 entró en el Libro Guinness de los récords por el mayor número de ediciones consecutivas participando en el Rally Dakar.

## Palmarés en Rally Dakar
Desde 1999 a 2004 participó con su hijo Teruhito Sugawara como navegante.
| Año     | Categoría | Vehículo          | Posición | Etapas |
| ------- | --------- | ----------------- | -------- | ------ |
| 1983    | Motos     | Honda XLR 400     | Ret.     | -      |
| 1984    | Motos     | Honda XLR 400     | Ret.     | -      |
| 1985    | Coches    | Mitsubishi Pajero | Ret.     | -      |
| 1986    | Coches    | Mitsubishi Pajero | 33.º     | -      |
| 1987    | Coches    | Mitsubishi Pajero | 59.º     | -      |
| 1988    | Coches    | Mitsubishi Pajero | Ret.     | -      |
| 1989    | Coches    | Mitsubishi Pajero | 27.º     | -      |
| 1990    | Coches    | Mitsubishi Pajero | 26.º     | -      |
| 1991    | Coches    | Mitsubishi Pajero | 22.º     | -      |
| 1992    | Camiones  | Hino Ranger       | 6.º      | -      |
| 1993    | Camiones  | Hino Ranger       | 6.º      | -      |
| 1994    | Camiones  | Hino Ranger       | 2.º      | -      |
| 1995    | Camiones  | Hino Ranger       | 2.º      | -      |
| 1996    | Camiones  | Hino Ranger       | 6.º      | -      |
| 1997    | Camiones  | Hino Ranger       | 2.º      | -      |
| 1998    | Camiones  | Hino Ranger       | 2.º      | -      |
| 1999    | Camiones  | Hino Ranger       | 4.º      | 2      |
| 2000    | Camiones  | Hino Ranger       | 5.º      | -      |
| 2001    | Camiones  | Hino Ranger       | 2.º      | -      |
| 2002    | Camiones  | Hino Ranger       | 3.º      | -      |
| 2003    | Camiones  | Hino Ranger       | 5.º      | -      |
| 2004    | Camiones  | Hino Ranger       | 5.º      | -      |
| 2005    | Camiones  | Hino Ranger       | 2.º      | -      |
| 2006    | Camiones  | Hino Ranger       | 5.º      | -      |
| 2007    | Camiones  | Hino Ranger       | 13.º     | -      |
| 2009    | Camiones  | Hino Ranger       | 26.º     | -      |
| 2010    | Camiones  | Hino Ranger       | Ret.     | -      |
| 2011    | Camiones  | Hino Ranger       | 13.º     | -      |
| 2012    | Camiones  | Hino Ranger       | 24.º     | -      |
| 2013    | Camiones  | Hino Ranger       | 31.º     | -      |
| 2014    | Camiones  | Hino Ranger       | 32.º     | -      |
| 2015    | Camiones  | Hino Ranger       | 32.º     | -      |
| 2016    | Camiones  | Hino Ranger       | 31.º     | -      |
| 2017    | Camiones  | Hino Ranger       | 27.º     | -      |
| 2018    | Camiones  | Hino Ranger       | Ret.     | -      |
| 2019    | Camiones  | Hino Ranger       | Ret.     | -      |
| Fuente: |           |                   |          |        |